# Schlacht bei Villaviciosa
Carpi – Chiari – Cremona – Kaiserswerth – Lüttich – Landau (I) – Luzzara   – Santa Marta – Cádiz – Venlo – Friedlingen – Vigo – Schmidmühlen – Bonn – Krottensee – Ekeren – Höchstädt – Landau (II) – Speyerbach – Schellenberg – Gibraltar – Höchstädt – Vélez-Málaga – Landau (III) – Marbella – Cassano – Barcelona – Sendlinger Mordweihnacht – Aidenbach – Calcinato – Ramillies – Turin – Castiglione – Santa Cruz de Tenerife – Almansa – Kap Béveziers – Toulon – Lizard Point – Lille – Oudenaarde – Gent – Malplaquet – Mons – Almenar – Saragossa – Syrakus – Villaviciosa – Rio de Janeiro – Denain – Landau (IV) – Barcelona – Freiburg
Die Schlacht bei Villaviciosa vom 10. Dezember 1710 war die entscheidende Schlacht des spanischen Erbfolgekrieges auf dem spanischen Kriegsschauplatz. Ihr ging das Treffen von Brihuega voraus. Es siegten die Unterstützer des bourbonischen über die des habsburgischen Thronprätendenten. In der Folge wurden die Alliierten in die Defensive gedrängt.

## Vorgeschichte
In der ersten Hälfte des Jahres 1710 gewannen die Armeen auf Seiten des Habsburger Thronprätendenten Erzherzog Karl (als spanischer König Karl III.) mehrere Schlachten gegen die Truppen von Philipp von Anjou (Philipp V.), den französischen Thronanwärter. Dies zwang Philipp von Anjou sogar Madrid zu verlassen. Im Wesentlichen nur der nördliche Teil des Landes befand sich noch unter seiner Kontrolle. Er bat Ludwig XIV. um militärische Hilfe und einen erfahrenen Feldherrn. Der französische König schickte Vendôme. Ihm gelang es, die nach der Schlacht bei Saragossa stark geschwächte und demoralisierte spanische Armee neu zu ordnen. Sie wurde durch französische Einheiten auf 30.000 Mann aufgestockt. Außerdem lieferte Frankreich Kanonen und anderes Material.
Vendôme gelang es den Marsch der portugiesischen Armee auf Madrid zu verhindern. Bei verschiedenen kleineren Gefechten und Treffen blieb die Armee Philipps meist siegreich. Dagegen geriet die Armee der Alliierten in die Defensive und litt unter Nachschubmangel. Das Problem verschärfte sich noch, weil eine französische Armee in Spanien eindrang und Girona bedrohte. Das zwang den Befehlshaber der Truppen Karls Guido von Starhemberg zur Aufteilung seiner Armee. Vor diesem Hintergrund war Madrid nicht mehr zu halten und Karl befahl den Rückzug nach Aragonien und Katalonien.

## Treffen von Brihuega
Philipp und Vendôme folgten dem Gegner und vereinigten ihre Truppen bei Guadalajara. Sie kamen am 9. Dezember bei Brihuega an. Sie trafen dort auf die Nachhut der verbündeten Armee. Diese bestand aus den 6000 Mann starken britischen Truppen unter James Stanhope, 1. Earl Stanhope. Diese befanden sich in der Stadt, um zu rasten und um die Bagagewagen zu decken. Die Truppen Philipps und Vendômes schlossen die Stadt ein und begannen, nachdem sich Stanhope geweigert hatte, sich zu ergeben, mit der Beschießung. Es gelang den Angreifern, mit Hilfe einer Mine einen Zugang in die Stadt zu gewinnen. Es folgte ein mit aller Härte geführter Kampf um die Stadt. Stanhope musste schließlich aufgeben und ließ die Tore öffnen.
Starhemberg, der von der bedrängten Lage des britischen Kontingents erfahren hatte, kehrte mit seinen nur etwa 13.000 Mann starken Truppen um. Er kam nur langsam voran, erreichte aber schließlich die Nähe der umkämpften Stadt. Ohne etwas von der Kapitulation zu ahnen, ließ er die Ankunft mit Kanonenschüssen ankündigen. Während der Nacht blieb er an der erreichten Position nur eine Meile von der Stellung der Gegner stehen.

## Schlachtverlauf
Obwohl die Lage der Franzosen und Spanier nicht zuletzt durch die Bewachung der gefangenen Briten schwierig war, beschloss ein Kriegsrat, Starhemberg am nächsten Tag eine Schlacht anzubieten. Die Gefangenen wurden fortgebracht und die Kavallerie erhielt den Befehl, den Gegner zu umgehen, um ihn von hinten angreifen zu können. Die Hauptarmee wurde in zwei Treffen aufgeteilt. Der rechte Flügel wurde von Philipp und der linke Flügel von Vendôme befehligt. Das Gelände war uneben und eine Mauer behinderte den Vormarsch. Starhemberg war trotz verschiedener Warnungen bereit, die Schlacht anzunehmen. Er stellte seine Truppen in Schlachtordnung auf. Diese ähnelte einem rückwärtsgebogenen Haken. Dabei bestand die Spitze und Mitte vor allem aus Infanterie, die beiden Flügel und das zweite Treffen vor allem aus Kavallerie. Auf dem rechten Flügel führte Starhemberg selbst das Kommando. Dort befanden sich auch die besten Einheiten. In der Mitte befanden sich vor allem portugiesische Truppen.
Die Schlacht begann mit einem Artilleriegefecht. Daraufhin ging die Kavallerie des rechten spanischen Flügels zum Angriff über. Diese besiegte rasch die gegnerische Reiterei. Diese konnte sich jedoch sammeln und durch andere Einheiten verstärkt einen Gegenangriff starten. Dieser Angriff misslang und führte auch zu Unordnung unter der Infanterie des linken Flügels der Alliierten. Dadurch wurde dieser Flügel völlig geschlagen. Unter dem Eindruck dieses Erfolgs befahl auch Vendôme den Vormarsch und ließ seine Eliteeinheiten ein großes von den Gegnern gebildetes Karrees angreifen. Der erste Angriff wurde von den Alliierten zurückgeschlagen. Obwohl Vendôme sich zeitweise an die Spitze seiner Truppen setzte, gelang es auch in verschiedenen weiteren, von allen Seiten geführten Angriffen nicht, das Karree zu zerschlagen. Zeitweise gewannen die Truppen von Starhemberg sogar Gelände. Auch die Portugiesen in der Mitte konnten sich behaupten. Vendôme gelang es mit Hilfe von Verstärkungen aus dem zweiten Treffen, die Portugiesen aufzuhalten. Mit Hilfe von wallonischen Elitetruppen gelang es, auch den Vormarsch der deutschen Einheiten zu stoppen. An der unentschiedenen Situation änderte auch nichts das Eingreifen der Kavallerie unter Philipp. Die Schlacht endete mit Einbruch der Nacht.

## Folgen
Auf kaiserlicher Seite waren 3000 Mann tot oder verwundet weitere 2000 Gefangenschaft geraten außerdem war der holländische Generalleutnant de Belcastel gefallen. Angesichts der Schwächung seiner Truppen war für Starhemberg klar, dass es sinnlos wäre, am nächsten Morgen die Schlacht zu erneuern. Ihm gelang es in der Nacht, sich – vom Gegner unbemerkt, auch durch Nebel begünstigt – zurückzuziehen. Andere Berichte sprechen davon, dass beide Armeen die Nacht auf dem Schlachtfeld verbrachten und Starhemberg sich erst am nächsten Tag zurückzog. Dabei trennten sich die deutschen und portugiesischen Einheiten.
Starhemberg büßte in der Schlacht zahlreiche Geschütze ein, verlor fast die gesamte Bagage und zahlreiche Soldaten. Die Schlacht bildete den eigentlichen Wendepunkt auf dem spanischen Kriegsschauplatz. Karl befand sich nunmehr endgültig in der Defensive und musste sich nach Barcelona zurückziehen. Ein Jahr später musste er die Stadt räumen und 1713 verließen die Kaiserlichen auch Katalonien.
Auch das französisch-spanische Lager hatte schwere Verluste: 4000 Mann tot oder verwundet, die spanischen Maréchal de camp Don Ronquillo und de Rupelmonde so wie die französischen Brigadiers Don Coria und der Marquis de Vernel waren gefallen.